# Sul fronte rosso
Sul fronte rosso (На красном фронте, Na krasnom fronte) è un film del 1920 diretto da Lev Kulešov.